# Bruce Ridpath
David Bruce Ridpath, kanadski hokejist in direktor hokejskega kluba Toronto Blueshirts, * 2. januar 1884, Lakefield, Ontario, Kanada, † 4. junij 1925, Toronto, Kanada.
Ridpath je leta 1911 igral za moštvo Ottawa Hockey Club in z njim osvojil Stanleyjev pokal. Pri Ottawi je ostal, dokler ni avtomobilska nesreča zapečatila njegove kariere. 
Ridpath se je rodil v Lakefieldu. Igral je hokej na ledu, a obenem bil tudi član Kanu kluba Toronto in postal znan kot kanuist in kaskaderski veslač, ter nastopal v predstavah po celem svetu. Nikoli se ni poročil in umrl leta 1925 pri starosti 41 let v Bolnišnici St. Michael v Torontu. 18. maja je doživel možgansko kap in odtlej ni več prišel k zavesti.

## Igralska kariera
Ridpath je kot mladinec igral hokej leta 1904 z moštvom Westerns (zastopal je Parkdale, Toronto) v ligi OHA. V članski kategoriji je zastopal Toronto Marlboros v OHA leta 1905. Profesionalec je postal leta 1906 v moštvu Toronto Professionals. Zanje je igral 8 ekshibicijskih tekem in zadel 17 golov. V klubu je ostal tri sezone in leta 1908 z njim osvojil ligaški naslov. Ko je s klubom izzival Montreal Wandererse za Stanleyjev pokal, je na tekmi, ki so jo izgubili 4-6, prispeval en gol. 30. januarja 1909 je na tekmi z Brantford Indiansi k zmagi 15-10 prispeval kar 7 zadetkov. 
Kasneje tisto sezono je nastopal za Cobalt v ligi Timiskaming League, ki je sodelovala pri ustanovitvi lige NHA. 
Ridpath je v sezoni 1909/10 podpisal z NHA moštvom Ottawa Hockey Club. Igral je v napadu z Gordonom Robertsom in Martyem Walshem, z roverjem Brucom Stuartom. Kasneje je igral s postavo Walsh, Dubbie Kerr in Jack Darragh. V sezoni 1910/11, svoji najuspešnejši, je na 16 tekmah zadel 23 golov in pomagal Ottawi k naslovu NHA prvaka in zmagovalca Stanleyjevega pokala. 
2. novembra 1911 je utrpel poškodbo lobanje, ko ga je zbil avtomobil na ulici Yonge Street v Torontu. Zaradi poškodbe je izpustil celotno sezono 1911/12. Novo moštvo Toronto Blueshirts je želelo z njim podpisati pogodbo, za kar je Ottawa zahtevala 500 $ odškodnine, a si ni nikoli popolnoma opomogel od poškodb. Slednje so bile sprva življenjsko nevarne, zato je sklenil končati igralsko kariero. Za Ridpatha, ki je bil tedaj priljubljen igralec, so v Ottawi in Torontu organizirali dobrodelne prireditve. 
Ridpath je postal prvi direktor kluba Toronto Blueshirts, ki ga je vodil v njihovi prvi NHA sezoni. Z mesta je odstopil oktobra 1913.